# Fungia danai
Espèce
Synonymes
- Fungia horrida Dana, 1846 (préféré par UICN)
- Fungia klunzingeri Döderlein, 1901

Fungia danai est une espèce de coraux appartenant à la famille des Fungiidae.